# 慶應義塾大学看護医療学部
慶應義塾大学看護医療学部（けいおうぎじゅくだいがく かんごいりょうがくぶ、英: Faculty of Nursing and Medical Care, Keio University）は、慶應義塾大学が設置する看護学部である。

## 概説

### 歴史

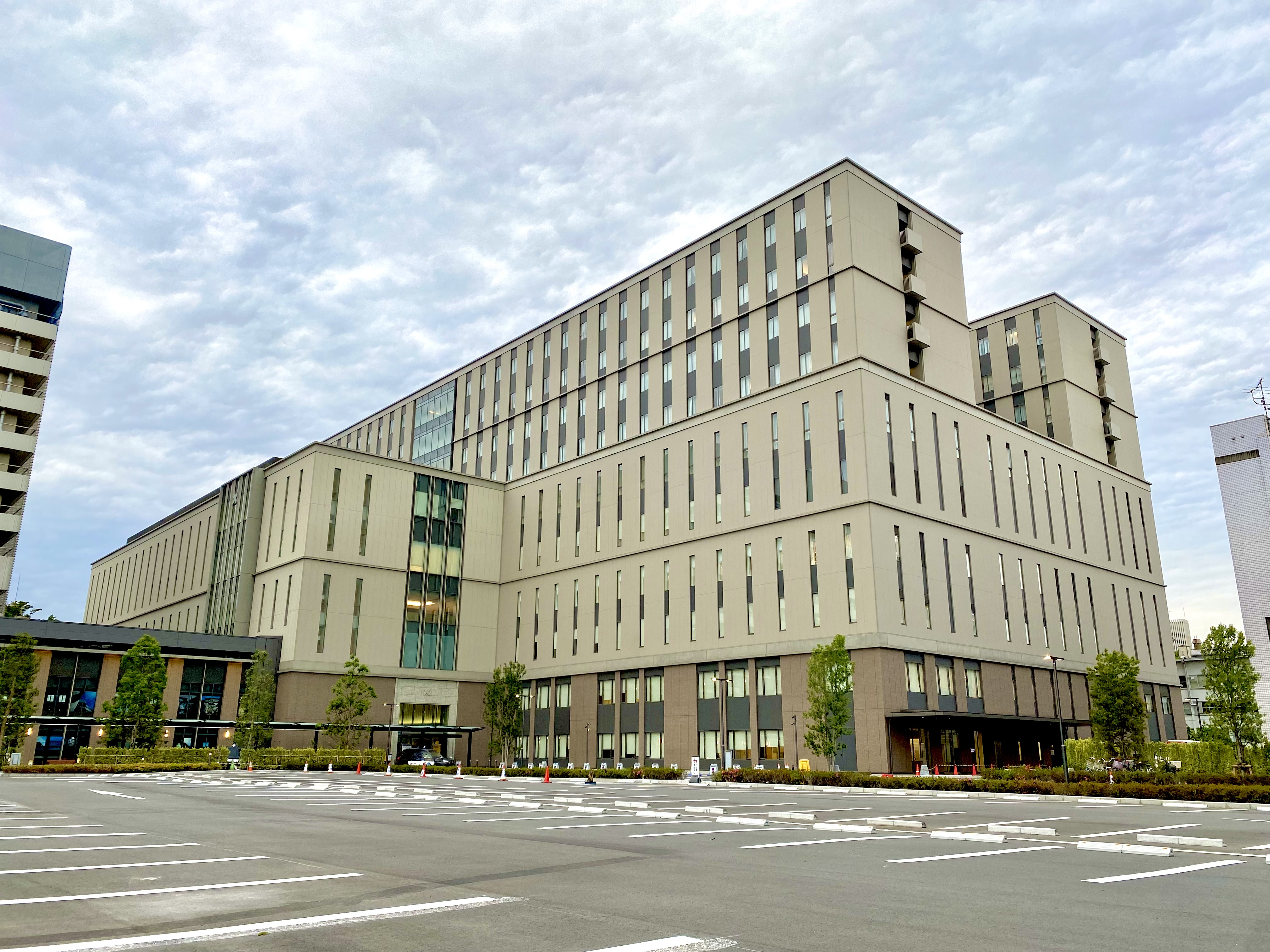
慶應義塾大学病院

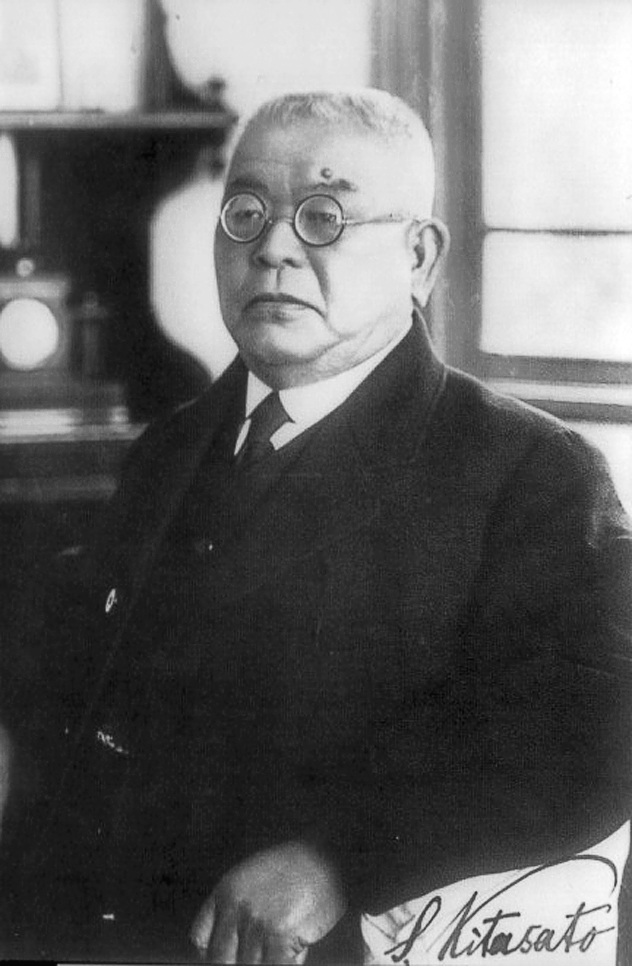
北里柴三郎

慶應義塾大学看護医療学部は、1918年に初代医学部長だった北里柴三郎が、医療における看護の重要性を評価し、設立した慶應義塾大学医学科付属看護婦養成所を源流とし、2001年に慶應義塾看護短期大学を改組して、慶應義塾大学湘南藤沢キャンパス (SFC) に開設された。このため、慶應義塾における看護教育の歴史は100年以上になる。

### 教育
1 - 2年次、4年次の一部は湘南藤沢キャンパス（SFC）、3年次および4年次の一部が慶應義塾大学病院に隣接する信濃町キャンパスで看護教育が行われる。
卒業生は学士（看護学）で看護師国家試験の受験資格を得る。4年次の選択で保健師国家試験、女性のみ助産師国家試験の受験資格を得る。

### 理念
慶應義塾の建学精神にある「躬行実践を以って全社会の先導者たらん」とする理念に基づき、看護医療における実践をもって先導できる能力を備えた人材を育成することを目的としている。

## 沿革
- 2001年 慶應義塾看護短期大学を改組し、湘南藤沢キャンパスに看護医療学部を開設[3]。
- 2003年 慶應義塾看護短期大学を廃止。
- 2011年 医療系三学部（医学部・薬学部・看護医療学部）の3つの学部が連携した合同教育開始。

## 学生数
- 入学定員100人・収容定員415人[4]

## 同窓会
紅梅会 - 1934年に創設。慶應の同窓会（三田会）の内部組織の1つで、慶應で看護教育を受けた卒業生からなる。「厳寒の中でいち早く凛として咲く梅のゆかしさを象徴し、紅梅の強くやさしい花も香もある良い看護婦になるように」という願いを込めてつけられた。
前年の1933年に、慶應義塾大学病院の敷地内に慶應稲荷大明神が創建され、このとき社殿の脇に紅梅と白梅の梅木が植えられた。「紅梅會」の名称はこれに因んだものである。ただし2022年現在、白梅のみが現存する（仔細については慶應稲荷大明神#ロケーションを参照のこと）。